# Adele Radnitzky-Mandlick
Adele Radnitzky-Mandlick (* 18. November 1864 in Wien; † 22. September 1932 in Mödling) war eine Musikerin, Pianistin und Klavierpädagogin.
Adele Radnitzky-Mandlick war eine Schülerin von Julius Epstein. Gemeinsam mit ihrem Ehemann, dem Violinisten Franz Radnitzky gab sie zahlreiche Hauskonzerte.
Zu ihren bekanntesten Schülerinnen zählt Alma Mahler-Werfel, die sie während deren Jugend ab 1892 unterrichtete. Sie erarbeitete mit ihr ein umfangreiches Repertoire, zu dem unter anderem Robert Schumann, Franz Schubert und Richard Wagner zählte. Adele Radnitzky-Mandlick führte ihre Schülerinnen auch an die Kammermusik heran und veranstaltete Vorspielnachmittage, an denen die jungen Damen mit anderen Musikern zusammentrafen.